# Vierspringerspiel
|   | a | b | c | d | e | f | g | h |   |
| 8 |   |   |   |   |   |   |   |   | 8 |
| 7 |   |   |   |   |   |   |   |   | 7 |
| 6 |   |   |   |   |   |   |   |   | 6 |
| 5 |   |   |   |   |   |   |   |   | 5 |
| 4 |   |   |   |   |   |   |   |   | 4 |
| 3 |   |   |   |   |   |   |   |   | 3 |
| 2 |   |   |   |   |   |   |   |   | 2 |
| 1 |   |   |   |   |   |   |   |   | 1 |
|   | a | b | c | d | e | f | g | h |   |

Die Grundstellung des Vierspringerspiels
Beim Vierspringerspiel handelt es sich um eine Eröffnung des Schachspiels, die in mehrere Varianten unterteilt wird. Das Vierspringerspiel zählt zu den Offenen Spielen und ist in den ECO-Codes unter den Schlüsseln C47–C49 klassifiziert.
Das Vierspringerspiel beginnt in der Regel mit den Zügen 
1. e2–e4 e7–e5 2. Sg1–f3 Sb8–c6 3. Sb1–c3 Sg8–f6
Es kann sich aber auch durch Zugumstellung aus dem Dreispringerspiel, der Russischen Verteidigung oder der Wiener Partie entwickeln.

## Varianten
Folgende Hauptvarianten sind bekannt:
- Schottisches Vierspringerspiel: 4. d2–d4  führt oft nach 4. … e5xd4 5. Sf3xd4 zur Hauptvariante der Schottischen Partie 5. Sc3–d5 ist das Belgrader Gambit.
- Spanisches Vierspringerspiel: 4. Lf1–b5
- Italienisches Vierspringerspiel: 4. Lf1–c4 (4. … Lf8–c5 siehe Italienische Partie 4. Sc3 Sf6) kann das Scheinopfer Sf6xe4! 5. Sc3xe4 d7–d5 zur Folge haben, dass Schwarz das Übergewicht im Zentrum gibt. 5. 0–0 Se4xc3 6. d2xc3 ergäbe die nachträgliche Annahme des nach Lionel Kieseritzky und Samuel Boden benannten Boden-Kieseritzky-Gambits der Russischen Verteidigung.
- Gunsberg-Variante: 4. a2–a3 wartet die Entwicklung des Läufers f8 ab. Durch 4. … d7–d5 kann Schwarz die Rolle des Weißen im Schottischen Vierspringerspiel einnehmen.
- Glek-Variante: 4. g2–g3
- Van der Wiel-Variante: 4. Lf1–e2

Das Vierspringerspiel gilt als ruhige, positionelle Eröffnung. Allerdings kann Weiß mit dem riskanten Halloween-Gambit (4. Sf3xe5) durch ein Figurenopfer das Spiel verschärfen.

## Lehrvideos
- Valeri Lilov: Geheimwaffe Vierspringerspiel (Originaltitel: Secret Weapon Four Knights Game). ChessBase, Hamburg 2013, DVD-ROM, ISBN 978-3-86681-364-9 (englisch).
- Youtube-Video von Jan Gustafsson (75 min)